# Sylvette

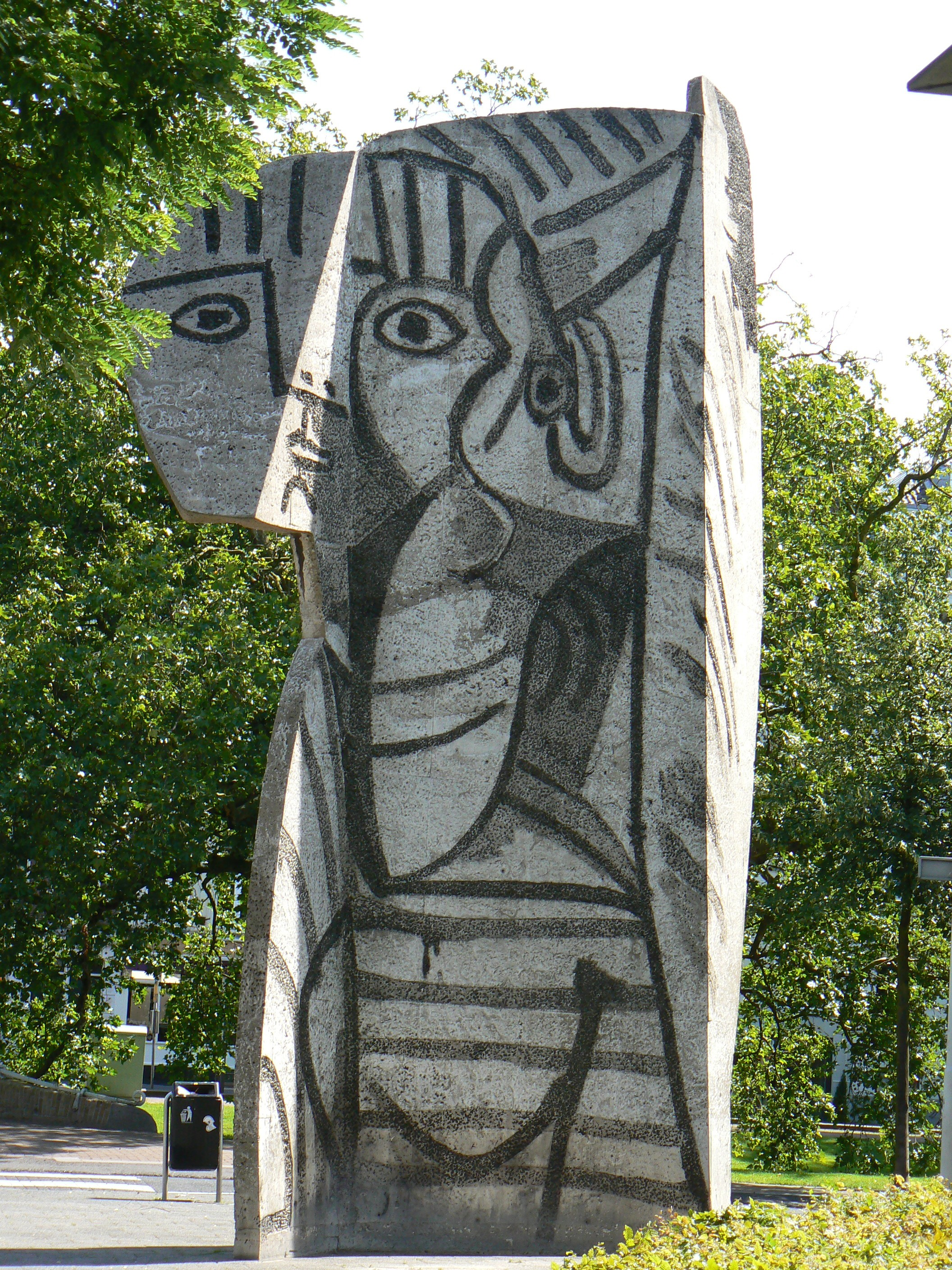
Skulptur Sylvette in Rotterdam (1970) nach einem Modell Picassos geschaffen von Carl Nesjar

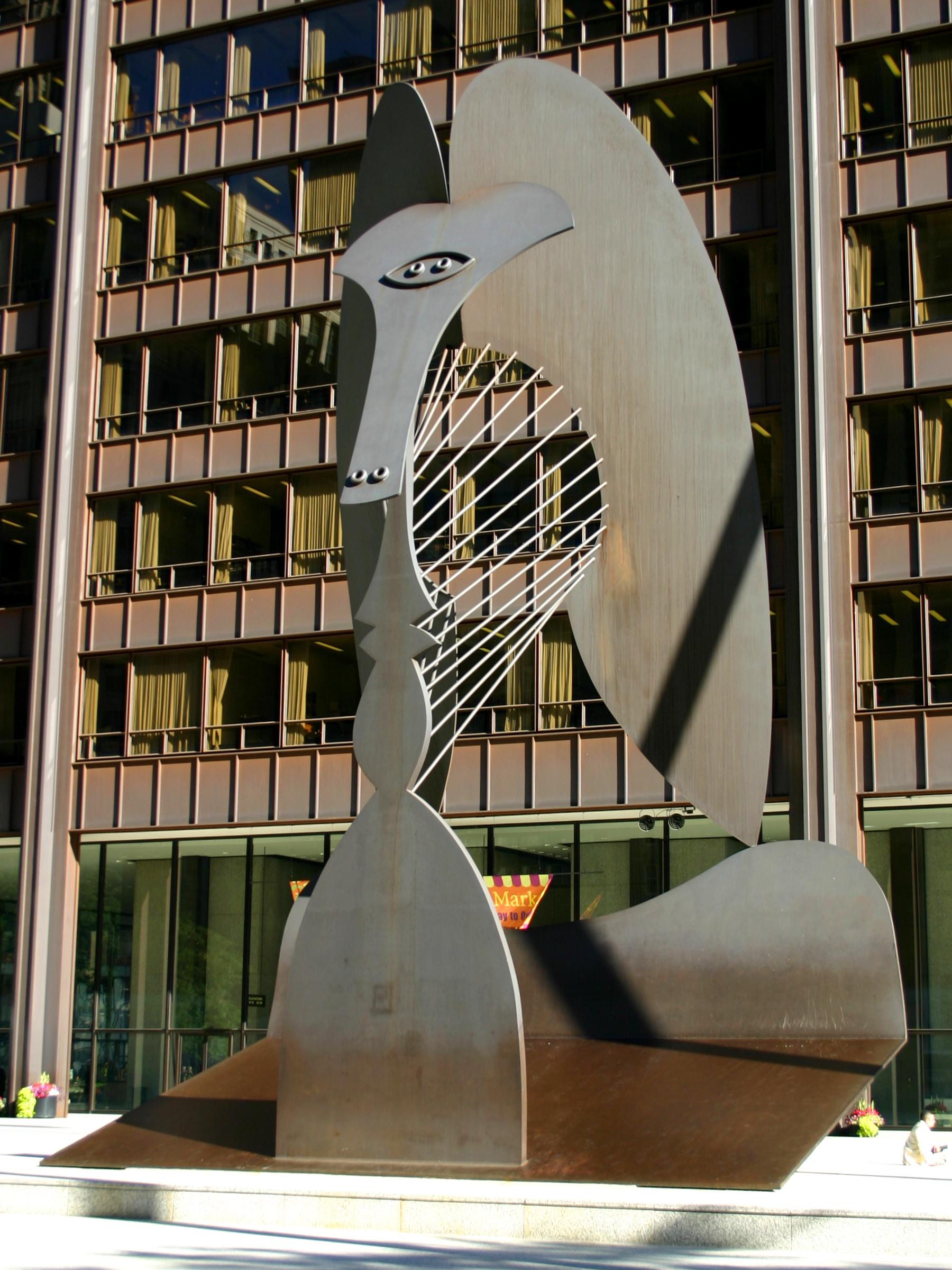
Chicago Picasso in Chicago aus dem Jahr 1967

Sylvette heißt die Porträtreihe einer jungen Frau mit Ponyfransen und Pferdeschwanz, die Pablo Picasso 1954 malte. Sylvette David (* 14. November 1934 in Paris) diente ihm auch als Modell für Skulpturen.

## Das Modell Sylvette
Picasso lernte Sylvette David, die in einer Töpferei unweit seines Ateliers in Vallauris arbeitete, im Frühjahr 1954 kennen und entschied sich in kurzer Zeit dazu, ihr Porträt zu malen. Der Künstler befand sich in einer Krise, seine Partnerin Françoise Gilot hatte ihn im vergangenen Jahr mit den beiden gemeinsamen Kindern, Claude und Paloma, verlassen. Es entstanden über 50 Gemälde und Zeichnungen innerhalb von drei Monaten. Die 19-jährige Sylvette wurde von ihrem Verlobten Toby Jellinek begleitet, wenn sie Picasso in dessen Atelier Modell saß.
Nach dem Scheitern ihrer ersten Ehe wurde sie gläubig, zog nach England und ließ sich auf den Namen Lydia taufen. Im Alter von 45 Jahren begann sie zu malen. Ihre Gemälde signiert sie gleichzeitig mit ihrem früheren Namen Sylvette David und ihrem aktuellen Namen Lydia Corbett. Außerdem arbeitet sie als Keramikerin.
Der Typ Sylvette soll eine Inspiration für die Schauspielerin Brigitte Bardot in dem Film von Roger Vadim Und immer lockt das Weib (1956) gewesen sein. Picassos Enkel Olivier Widmaier Picasso äußerte 2004 gegenüber der Chicago Sun-Times, dass das Modell der großformatigen Skulptur Chicago Picasso ebenfalls von Sylvette inspiriert gewesen sei.
Im Juni 2008 wurde ein Gemälde aus der Sylvette-Reihe für 6,9 Millionen australische Dollar (etwa 4,2 Millionen Euro zu der Zeit) in Australien verkauft.

## Ausstellung, Film dazu
- Sylvette, Sylvette, Sylvette. Picasso und das Modell: Ausstellung zum 60. Jahrestag der Sylvette-Porträts in der Kunsthalle Bremen, 22. Februar bis 22. Juni 2014, Bericht im Magazin monopol
- Film von Grit Lederer: Sylvette, das Modell Picassos. F/D, 2015, 45 Min, Dokumentation.